# Svensk seglings Hall of Fame
Svensk seglings Hall of Fame instiftades 2011 av Svenska Seglarförbundet och delas ut till de som "gjort extraordinära insatser för svensk kappsegling".

## Medlemmarna i Hall of Fame
Årtalen anger det år då respektive person valdes in i Hall of Fame.
| №  | Namn                  | År   | Ref    |
| -- | --------------------- | ---- | ------ |
| 1  | Pelle Pettersson      | 2011 | [ 2 ]  |
| 2  | Marit Söderström Nord | 2012 | [ 3 ]  |
| 3  | Magnus Olsson         | 2013 | [ 4 ]  |
| 4  | Jörgen Sundelin       | 2014 | [ 5 ]  |
| 5  | Peter Sundelin        | 2014 | [ 5 ]  |
| 6  | Ulf Sundelin          | 2014 | [ 5 ]  |
| 7  | Göran Marström        | 2015 | [ 6 ]  |
| 8  | Anders Bringdal       | 2016 | [ 7 ]  |
| 9  | Sune Carlsson         | 2017 | [ 8 ]  |
| 10 | Therese Torgersson    | 2018 | [ 9 ]  |
| 11 | Vendela Santén        | 2018 | [ 9 ]  |
| 12 | Göran Andersson       | 2019 | [ 10 ] |
| 13 | Stig Wennerström      | 2020 | [ 11 ] |
| 14 | Fredrik Lööf          | 2021 | [ 12 ] |
| 15 | Göran Petersson       | 2022 | [ 13 ] |
| 16 | Ingvar Hansson        | 2023 | [ 14 ] |
| 17 | Magnus Holmberg       | 2024 | [ 15 ] |